# Lena Dobler

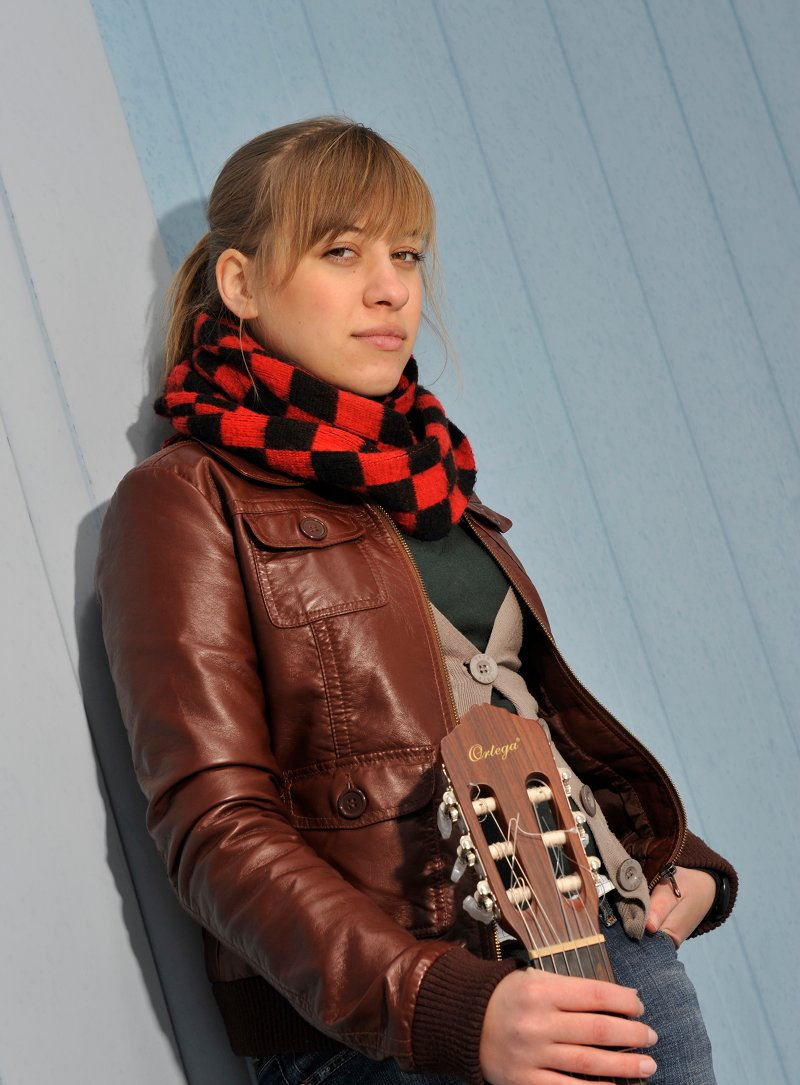
Lena Dobler

Lena Dobler (* 1990 in Dortmund) ist eine deutsche Songwriterin und Musikerin aus Fürth.

## Leben und Wirken
Dobler spielt als Ein-Frau-Projekt deutschsprachigen Indie-Pop, der live solo oder mit Band vorgetragen wird.
Im Juli 2008 wurde Lena Dobler in der Rubrik „Montagsdemo“ von Achim Bogdahn im Zündfunk vorgestellt und erreichte dort mit 32,5 Jury-Punkten einen der höchsten Werte, der in den letzten Jahren dort vergeben wurde. In der Jury saß u. a. Thees Uhlmann von Tomte.
Sie tourte mit Goya Royal in Bayern und trat auf diversen Festivals (z. B. Brückenfestival, Bardentreffen) auf. Sie spielte als Support u. a. für Die Sterne, Dota oder Attwenger. Ihre Konzerte führten sie u. a. nach Tokio (Goethe-Institut 2012), nach Paris (Paris Courts Devant Filmfestival 2013) und Wien. Bis 2012 trat sie unter dem Namen interference.here.de auf.
Im Herbst 2014 stellte sie ihre CD Setagaya auf einer kleinen Tournee in Japan vor.
2017 wurde sie 'Künstlerin des Monats der Metropolregion Nürnberg'.
Neben dem Soloprojekt spielt sie in der Nürnberger Americana-Folk-Band The Green Apple Sea.

## Diskografie
- 2005: Das gleichnamige Album (CD)
- 2006: Man hatte die Rechnung ohne das Milchmädchen gemacht (CD)
- 2006: 256 Graustufen (CD)
- 2007: Störgeräusche (CD, Kompilation)
- 2008: Kleines Hallo (Play) (EP, Zusammenarbeit mit Underwatermonkey)
- 2011: Vorstadtstraßen (CD / Beste Unterhaltung, Fürth)
- 2014: Setagaya (CD / Musikzentrale, Nürnberg)
- 2016: Fuji Disco (CD / Musikzentrale, Nürnberg)

## Auszeichnungen
- 2008: Gewinnerin des Liedermacher-Slams auf dem Ansbacher Altstadtfest[2]
- 2010: Nürnberg-Stipendium aus dem Preis der Stadt Nürnberg[3]
- 2014: Leonhard und Ida Wolf-Gedächtnispreis aus dem Kulturpreis der Stadt Fürth[4]